# 2000년 선댄스 영화제
제16회 선댄스 영화제는 2000년 1월 20일에 열린 시상식이다.

## 수상 및 후보

### 심사위원대상(미국 드라마)
- 걸파이트 - 캐린 쿠사마 수상
- 유 캔 카운트 온 미 - 케네스 로너건 수상
- 바다 너머 - Tony Pemberton
- Blessed Art Thou - Tim Disney
- 척 앤드 벅 - 미구엘 아테타
- 러브 인 텍사스 - 리사 크루거
- Compensation - Zeinabu irene Davis
- 살인을 꿈꾸는 아이들 - 롭 슈미트
- Drop Back Ten - 스테이시 코취런
- 에브리씽 풋 투게더 - 마크 포스터
- Other Voices - Dan McCormack
- 우리들의 노래 - 짐 맥케이
- Shadow Hours - Isaac H. Eaton
- 송캐처 - 매기 그린월드
- 타오 오브 스티브 - Jenniphr Goodman
- Urbania - Jon Shear

### 심사위원대상(미국 다큐멘터리)
- 낮을 향한 밤의 긴 여로 - 프란시스 레이드 외 1인 수상
- American Masters - Anne Makepeace
- 아메리카노스 - 수잔 토드 외 1인
- 발라드 오브 램블린 잭 - Aiyana Elliott
- 다크 데이즈 - 마크 싱어
- 타미 페이의 눈 - 펜튼 베일리 외 1인
- First Person Plural - Deann Borshay
- 조지 월러스 - 폴 스텍클러 외 1인
- 저스트, 멜빈: 저스트 이블 - 제임스 로널드 휘트니
- Legacy - Tod Lending
- Nuyorican Dream - 로리 콜리어
- 형법 175조 - 롭 엡스타인
- Scottsboro: An American Tragedy - Barak Goodman 외 1인
- Sound and Fury - Josh Aronson
- 카메라를 든 이방인 - Elizabeth Barret
- Well-Founded Fear - Shari Robertson 외 1인

### 각본상(미국 드라마)
- 유 캔 카운트 온 미 - 케네스 로너건 수상

### 심사위원특별상(미국 드라마)
- 송캐처 - 매기 그린월드 수상
- 타오 오브 스티브 - 제니프 굿맨 수상

### 심사위원특별상(미국 다큐멘터리)
- 발라드 오브 램블린 잭 - Aiyana Elliott 수상
- 조지 월러스 - 폴 스텍클러 외 2인 수상

### 심사위원특별상-앙상블연기
- 파이브 피트 하이 앤 라이징 - 피터 솔레트 수상

### 관객상 - 단편
- 투 패밀리 하우스 - 레이몬드 드 펠리타 수상
- 오 그레이스 - 나이젤 콜 수상
- 다크 데이즈 - 마크 싱어 수상

### 감독상
- 걸파이트 - 캐린 쿠사마 수상
- 형법 175조 - 제프리 프리드먼 외 1인 수상

### 촬영상
- 러브 인 텍사스 - Tom Krueger 수상
- 아메리카노스 - 앤드류 영 수상
- 다크 데이즈 - 마크 싱어 수상

### 표현의자유상
- 다크 데이즈 - 마크 싱어 수상

### 라틴아메리카영화대상
- 대령에게는 편지가 오지 않는다 - 아르투로 립스타인 수상
- 헤로드의 법 - Luis Estrada 수상

### 단편영화특별언급
- 배츠 - 짐 트레이너 수상
- 다링 인터내셔널 - 제니퍼 토드 리브스 수상
- 드로닝 룸 - 레이놀드 레이놀즈 수상
- 프라이데이 - Jodi Gibson 수상
- G. - Rolf Gibbs 수상
- 힛치 - 브래들리 러스트 그레이 수상
- 아이스 피싱 - Alexandra Kondracke 수상
- 디스 이즈 포 벳시 홀 - Hope Hall 수상
- 타이틀러 - Jonathan Bekemeier 수상